# Chamaecrista mucronata
Chamaecrista mucronata är en ärtväxtart som först beskrevs av Spreng., och fick sitt nu gällande namn av Howard Samuel Irwin och Rupert Charles Barneby. Chamaecrista mucronata ingår i släktet Chamaecrista och familjen ärtväxter. Inga underarter finns listade i Catalogue of Life.